# Geografia Brunei

Położenie Brunei

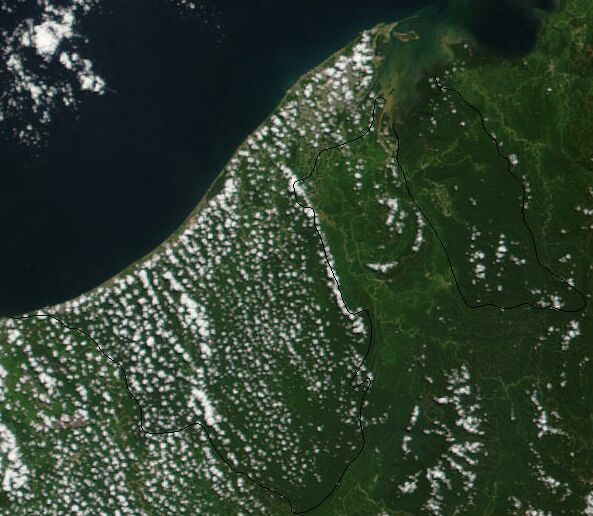
Brunei – zdjęcie satelitarne

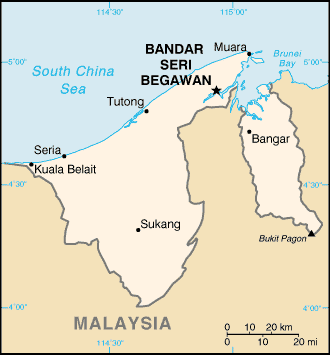
Mapa Brunei

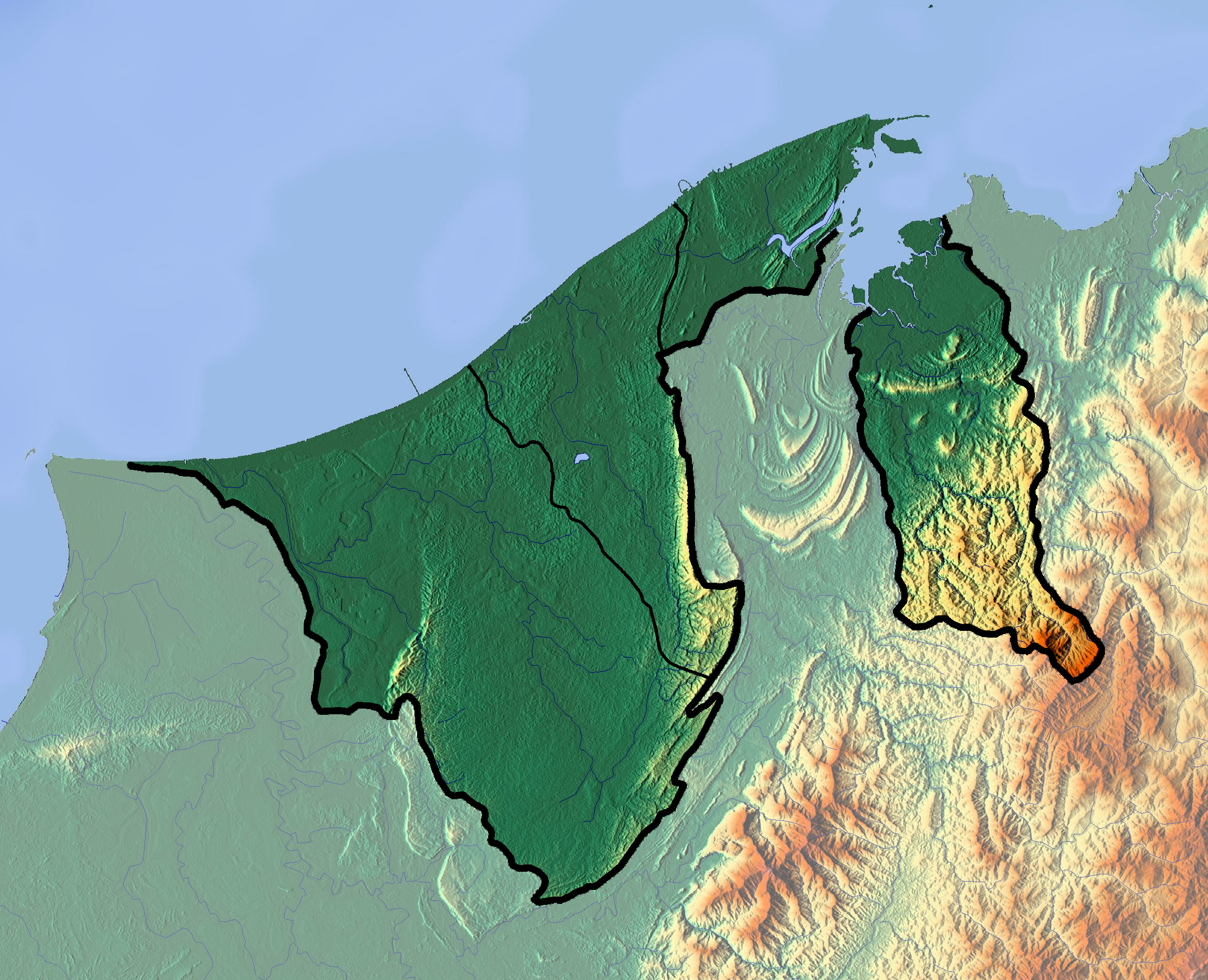
Brunei – mapa topograficzna

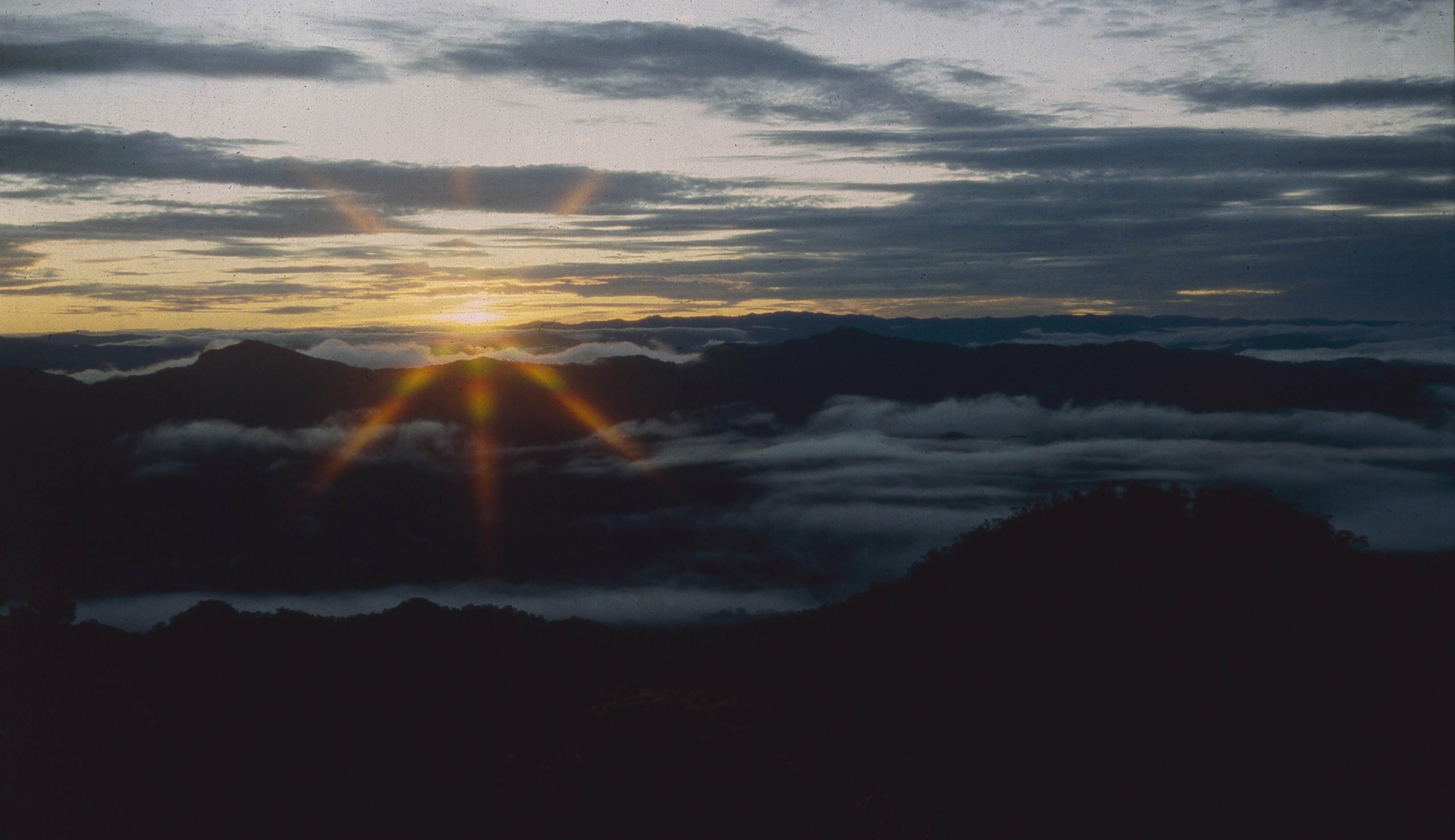
Bukit Pagon

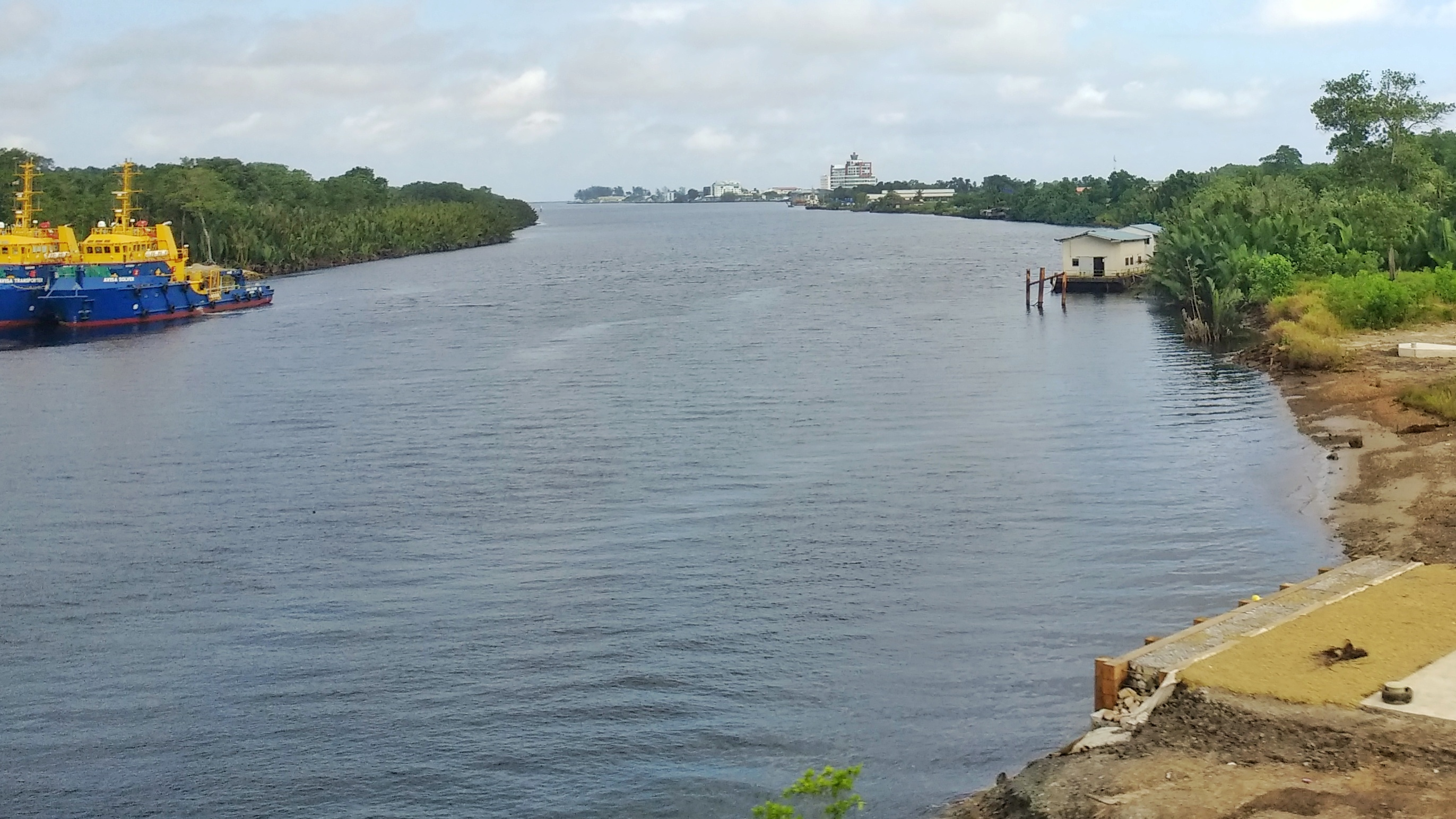
Sungai Belait

Geografia Brunei – dziedzina nauki zajmująca się badaniem Brunei pod względem geograficznym.
Brunei – jedno z najmniejszych państw Azji – leży w Azji Południowo-Wschodniej na wyspie Borneo. Od północnego zachodu Brunei oblewają wody Morza Południowochińskiego. Jest enklawą otoczoną terytorium Malezji. Kraj zaliczany jest do najbogatszych państw Azji.

## Położenie i powierzchnia
Brunei leży w Azji Południowo-Wschodniej na północnym wybrzeżu Borneo nad Morzem Południowochińskim , ok. 44 km na północ od równika .
Jest enklawą otoczoną terytorium Malezji – obejmuje dwie osobne części otoczone terytorium malezyjskiego stanu Sarawak, zachodnia część kraju jest większa od wschodniej . Stolica Brunei Bandar Seri Begawan leży w części zachodniej . Długość granicy z Malezją to 266 km .
Powierzchnia kraju wynosi 5765 km² (5265 km² zajmuje ląd a 500 km² wody) . Długość linii brzegowej to 161 km .

## Budowa geologiczna i rzeźba terenu
Na północnym wybrzeżu Brunei rozciąga się wąska nizina, która przechodzi tereny pagórkowate na południu . Na południowym wschodzie ciągną się góry Tamabo z najwyższym szczytem Bukit Pagon (1841 m n.p.m.) . Wybrzeże jest na przemian piaszczyste i zabagnione, przede wszystkim w części wschodniej .

## Klimat
Brunei leży w strefie klimatu równikowego wybitnie wilgotnego, będącego pod wpływem wiatrów monsunowych .
W kraju występują dwie długie pory deszczowe, rozdzielone dwoma okresami przejściowymi, gdzie intensywność opadów jest mniejsza . Od grudnia do marca gdy wieje monsun północno-wschodni, a od maja do września monsun południowo-zachodni, które przynoszą obfite opady . Często występują burze. Suma rocznych opadów to 2500–5000 mm . Względna wilgotność powietrza jest wysoka przez cały rok – ponad 80%.
Temperatury mają zasadniczo przebieg typowy dla klimatu równikowego, gdzie przez cały rok jest gorąco, a średnia temperatura miesięczna to 27–28 °C .
| Miesiąc                              | Sty  | Lut  | Mar  | Kwi  | Maj  | Cze  | Lip  | Sie  | Wrz  | Paź  | Lis  | Gru  | Roczna |
| ------------------------------------ | ---- | ---- | ---- | ---- | ---- | ---- | ---- | ---- | ---- | ---- | ---- | ---- | ------ |
| Rekordy maksymalnej temperatury [°C] | 30.2 | 30.6 | 31.6 | 32.3 | 32.4 | 32.4 | 32.1 | 32.3 | 31.9 | 31.6 | 31.3 | 30.9 | 31,6   |
| Rekordy minimalnej temperatury [°C]  | 23.0 | 22.9 | 23.1 | 23.4 | 23.4 | 23.0 | 22.6 | 22.7 | 22.8 | 22.9 | 22.9 | 22.9 | 23,0   |
| Opady [mm]                           | 308  | 158  | 129  | 177  | 228  | 201  | 219  | 198  | 285  | 304  | 359  | 243  | 2909   |
| Wilgotność [%]                       | 86   | 85   | 84   | 84   | 85   | 84   | 84   | 83   | 84   | 85   | 86   | 86   | 85     |
| Źródło: wetterkontor.de 2021-08-12   |      |      |      |      |      |      |      |      |      |      |      |      |        |

## Wody
Wiele krótkich rzek uchodzących do Morza Południowochińskiego w Zatoce Brunei . Główne rzeki to: Sungai Belait (32 km) – najdłuższa rzeka kraju , Sungai Tutong i Sungai Brunei w części zachodniej oraz Sungai Pandaruan i Sungai Temburong w części wschodniej – wszystkie uchodzą do Morza Południowochińskiego .
Słabo odwadniane nizinach rzek Sungai Belait i Sungai Tutong zajmują duże obszary bagien słodkowodnych i torfowych; w obszarach przybrzeżnych bagna namorzynowe .

## Gleby
W Brunei przeważają jałowe gleby tropikalne, w dolinach rzek i miejscowo na nizinach występują gleby aluwialne .

## Flora i fauna

### Flora
Dominującą formacją roślinną kraju jest wilgotny las równikowy, który zajmuje około 40% powierzchni kraju . Wybrzeże jest porośnięte przez lasy namorzynowe . W lasach występują przede wszystkim drzewa z rodziny dwuskrzydłowatych, zwłaszcza wiele damarzyków .

### Fauna
Fauna typowa dla Regionu Sundajskiego jest bardzo bogata. W lasach występują m.in. nosacze sundajskie, gerezy, gibbonowate, niedźwiedzie malajskie, sambary jednobarwne, łuskowce i nietoperze . Wśród ptaków wyróżniają się argusy malajskie i dzioborożce . W lasach i na bagnach spotkać można liczne gatunki gadów, m.in. pytony siatkowe .

## Demografia
Liczba ludności Brunei szacowana jest w 2021 roku na 471 103 tys., przy czym 26% stanowią imigranci (dane szacunkowe na 2019 rok) . Dwie trzecie populacji mieszka w stolicy i jej okolicach . Populacja Brunei charakteryzuje się wysoką liczbą osób młodych – jedna piąta ludności ma mniej niż 15 lat, połowa mniej niż 30 lat .
65,7% ludności to Malajowie, 10,3% – Chińczycy, 24% jest innego pochodzenia etnicznego (dane szacunkowe na 2019 rok) .
Językiem urzędowym jest język malezyjski, ponadto w powszechnym użyciu jest język angielski i chińskie dialekty .
78,8% ludności wyznaje islam, który jest religią oficjalną, 8,7% – chrześcijaństwo, 7,8% – buddyzm, 4,7% deklaruje inne wyznanie (dane szacunkowe na 2011 rok) .

## Gospodarka
Gospodarka Brunei oparta jest na eksporcie ropy naftowej i gazu ziemnego, który stanowi ok. 65% PKB . Brunei jest uzależnione od importu żywności i dóbr przetworzonych .
PKB per capita jest jednym z najwyższych na świecie . Obywatele Brunei nie płacą podatków; edukacja i usługi medyczne są bezpłatne .
Od końca XX w. Brunei rozwija inne gałęzie gospodarki – rolnictwo, rybołówstwo, turystykę i usługi finansowe .